# Cicerale
Cicerale è un comune italiano di 1 167 abitanti della provincia di Salerno in Campania.

## Geografia fisica

### Territorio
Cicerale è un centro agricolo del basso Cilento, situato sul fianco destro dell'alta valle del fiume Alento, su uno sprone del monte San Leo (667 m).
Presenta una caratteristica struttura allungata, con una duplice fila di case disposte ai lati di un'unica strada. 
Monte Cicerale è più in alto, sullo stesso versante.
- Classificazione sismica: zona 3 (sismicità bassa), Ordinanza PCM. 3274 del 20-3-2003.

### Clima
La stazione meteorologica più vicina è quella di Capaccio. In base alla media trentennale di riferimento 1961-1990, la temperatura media del mese più freddo, gennaio, si attesta a +6,8 °C; quella del mese più caldo, agosto, è di +24,4 °C.
| CAPACCIO           | Mesi | Mesi | Mesi | Mesi | Mesi | Mesi | Mesi | Mesi | Mesi | Mesi | Mesi | Mesi | Stagioni | Stagioni | Stagioni | Stagioni | Anno |
| CAPACCIO           | Gen  | Feb  | Mar  | Apr  | Mag  | Giu  | Lug  | Ago  | Set  | Ott  | Nov  | Dic  | Inv      | Pri      | Est      | Aut      | Anno |
| ------------------ | ---- | ---- | ---- | ---- | ---- | ---- | ---- | ---- | ---- | ---- | ---- | ---- | -------- | -------- | -------- | -------- | ---- |
| T. max. media (°C) | 9,9  | 9,9  | 12,6 | 16,0 | 19,8 | 24,3 | 28,7 | 29,2 | 25,4 | 20,9 | 15,8 | 12,0 | 10,6     | 16,1     | 27,4     | 20,7     | 18,7 |
| T. min. media (°C) | 3,7  | 4,0  | 5,7  | 8,6  | 11,7 | 15,6 | 19,1 | 19,6 | 16,5 | 13,0 | 9,1  | 5,9  | 4,5      | 8,7      | 18,1     | 12,9     | 11,0 |

## Storia
La prima testimonianza di Cicerale risale alla seconda metà del XV secolo, durante il regno aragonese. Precedentemente infatti il centro abitato principale era quello di Corbella, oggi disabitato e posto strategicamente sul monte Battaglia; le fonti più remote risalgono ai normanni, mentre materialmente ne sopravvivono i ruderi della cinta muraria, della chiesa e del castello. Le fonti più recenti riguardo Corbella si fermano al regno angioino.
Cicerale e il suo territorio furono feudo dei Sanseverino, dei Morra, e nuovamente dei Sanseverino. Il feudo passò nel 1565 ai Gentilcore, che contribuirono alla fondazione di un monastero agostiniano, e poi ai Primicile.

## Società

### Evoluzione demografica
Abitanti censiti

## Economia
Si producono cereali, olive, uva da tavola e ortofrutticoli. Attivo è il commercio di bestiame e fichi secchi, che vengono anche esportati. Degno di nota è il cece da cui prende il nome il piccolo comune.

## Infrastrutture e trasporti

### Strade
- Strada provinciale 83 Innesto SS 18 (Ogliastro Cilento)-Cicerale-bivio SP 13 (Trentinara).
- Strada provinciale 159/a Stio-Gorga-Cicerale.
- Strada provinciale 159/b Svincolo Cicerale-Innesto SP 430 (Diga Alento).

## Amministrazione

### Sindaci
| Periodo          | Periodo          | Primo cittadino      | Partito                              | Carica                    | Note |
| ---------------- | ---------------- | -------------------- | ------------------------------------ | ------------------------- | ---- |
| 23 aprile 1995   | 13 giugno 1999   | Domenico Corrente    | centro-destra                        | Sindaco                   |      |
| 13 giugno 1999   | 12 giugno 2004   | Domenico Corrente    | centro                               | Sindaco                   |      |
| 13 giugno 2004   | 6 giugno 2009    | Nicola Gatto         | lista civica                         | Sindaco                   |      |
| 7 giugno 2009    | 25 maggio 2014   | Francesco Carpinelli | lista civica                         | Sindaco                   |      |
| 25 maggio 2014   | 26 maggio 2019   | Francesco Carpinelli | lista civica Cicerale Forte e Libero | Sindaco                   |      |
| 26 maggio 2019   | 18 novembre 2021 | Gerardo Antelmo      | lista civica #Scriviamo il Futuro    | Sindaco                   |      |
| 18 novembre 2021 | 12 giugno 2022   | Roberto Amantea      | -                                    | commissario straordinario |      |
| 13 giugno 2022   | in carica        | Giorgio Ruggiero     | lista civica Noi                     | Sindaco                   |      |

### Altre informazioni amministrative
Le competenze in materia di difesa del suolo sono delegate dalla Campania all'Autorità di bacino regionale Sinistra Sele.
Il territorio fa parte della Comunità montana Alento-Monte Stella.